# Mihai Măniuțiu
Mihai Măniuțiu (n. 30 octombrie 1954, Cluj) este un regizor, scenarist și scriitor român.

## Biografie
Regizor de teatru și profesor onorific al Departamentului de Teatru al Universității “Babeș-Bolyai” din Cluj, Mihai Măniuțiu a absolvit Institutul de Artă Teatrală și Cinematografică “I. L. Caragiale” din București în 1978 (clasa Cătălina Buzoianu).
De atunci lucrează în teatre importante din România și din străinătate (Marea Britanie, Belgia), creațiile sale primind în numeroase rânduri premii naționale pentru: Cea Mai Bună Regie, Originalitate și Cel Mai Bun Spectacol al anului.

## Carieră regizorală
A realizat peste cincizeci de spectacole, multe dintre ele premiate, printre care: Oedip salvat de Radu Stanca, Cu ușile închise de Jean-Paul Sartre, Afară în fața ușii de Wolfgang Borchert, Antigona de Sofocle, Lecția de Eugen Ionesco, Săptămâna luminată de Mihail Săulescu, Caligula de Albert Camus, Richard al III-lea (nominalizat pentru cel mai bun spectacol în turneu în Marea Britanie în 1994), Richard II de W. Shakespeare, Exact în același timp de Gellu Naum, Experimentul Iov după Cartea lui Iov, Tragica istorie a doctorului Faust, după Christopher Marlowe, Alcesta de Euripide, 16 lecții despre dezastrele amorului carnal după Cântarea cântărilor, un spectacol de Mihai Măniuțiu, Bacantele de Euripide, Electra după Eschil și Euripide.
Spectacolele sale au fost în turnee naționale și internaționale în Marea Britanie, Belgia, Franța, Canada, Egipt, Austria, Ungaria, Finlanda, Iugoslavia și Brazilia.

## Filmografie
- Vis de ianuarie (1979)

## Opere scrise
Ca scriitor, a publicat mai multe opere:
- șase volume de povestiri: 
- Un zeu aproape muritor, (Dacia, Cluj, 1982),
- Istorii pe care n-am să le scriu, (Alfa, București, 1998),
- Scene intime. Scene de masă, (Univers enciclopedic, București, 2001),
- Omphalos, (Idea, Cluj, 2001),
- Autoportret cu himere, (Alfa, București, 2001),
- Spune Scardanelli, (Idea, Cluj, 2001),

- o carte de aforisme:
- Exorcisme, (Apostrof, Cluj, 1996),

- un studiu pe tema puterii în opera lui Shakespeare:
- Cercul de aur, (Meridiane, București, 1985)

- două lucrări de teorie teatrală:
- Redescoperirea actorului, (Meridiane, București, 1985)
- Act și mimare, (Eminescu, București, 1989).

Creației teatrale a lui Mihai Măniuțiu i-au fost consacrate două albume monografice:
- The Thrilogy of the Double (Unitext, București, 1997)
- MĂNIUȚIU, Imagini de spectacol de Cipriana Petre-Mateescu, (Idea, Cluj, 2002).